# Hans Stacey
Hans Stacey (nascut el 9 de març de 1958 a Eindhoven) és un pilot de ral·lis neerlandès. Va participar durant diversos anys en campionats nacionals, on va obtenir diverses victòries, arribant a ser campió del seu país els anys 1991 i 1992, pilotant un Mitsubishi Galant VR 4. També va assolir victòries conduint un Subaru Impreza els anys 1997 i 2001.
Competeix en el Ral·li Dakar des de 2004 en la categoria de camions, inicialment com a co-pilot de Jan de Rooy i des de 2006 com pilot de MAN. Després de finalitzar 2n el 2006, Stacey es va imposar en el seu primer Dakar el 2007, guanyant cinc especials i amb més de tres d'avantatge sobre el segon classificat, Ilgizar Mardeyev.